# Billedhuggerfil
Billedhuggerfil eller billedhuggerrasp er en lille, krummet fil eller rasp, med hugning i begge ender og som i midten er forsynet med et kort skaft. Længde overalt cirka 14-30 cm. Det er usikkert hvorvidt værktøjet anvendes ud over en snæver kreds af billedskærere, men det formodes at stolemagere muligvis også har sådanne liggende.
Det er karakteristisk at billedhuggerfilen (raspen) udformes med mange forskellige profiler: runde, halvrunde, kantede eller flade.
Jf. Salaman har sådanne file og raspe været fabriksfremstillede, men i følge en billedskærer, der en årrække arbejdede i Paris (og derfor var præget af den franske skole – i modsætning til den tyske), har man kunnet lave en eller anden speciel form i træ eller andet materiale og aflevere den til en filehugger, som så i løbet af nogle dage havde fremstillet et stykke helt individuelt værktøj.
Hvorvidt man i dag kan få fremstillet værktøj efter model af en ønsket form vides ikke, men der kan stadig fremskaffes håndhuggede raspe til særligt brug.

## Ekstern henvisning
- Salaman, Woodworking Tools (fig. 579) ISBN 0-04-440256-2
- http://www.baskholm.dk/haandbog/haandbog.html Arkiveret 16. september 2008 hos  Wayback Machine